# 格林布賴爾渡假村
格林布賴爾渡假村（The Greenbrier）是位於美國西維吉尼亞州格林布賴爾郡白硫磺泉鎮的豪華渡假村。
該渡假村的歷史可追溯至1778年遊客來此「取水」。當今的渡假村建於1913年。佔地11,000英畝（4,500公頃），擁有710間客房，20個餐廳和會客廳，超過55個室內和室外活動和體育設施以及36個零售商店。
格林布賴爾渡假村也是一個大型地下地堡的所在地，作為冷戰時美國國會的緊急避難所。
本渡假村的名稱來自百合目菝葜科植物圓葉菝葜的別名綠刺藤（Greenbrier），同時也是該郡與郡內主要河流的名稱源。